# Нестеренко Василь (композитор)
Василь Нестеренко — український композитор, заслужений працівник культури України.

## З життєпису
Є керівником народного аматорського хорового колективу «Льоноцвіт» Козелецького районного будинку культури.
Є автором музики до пісні «Батькова хата» на слова Миколи Луківа